# Liste der Gottesdienstkantaten Telemanns/F
Dies ist eine Teilliste der Kantaten Georg Philipp Telemanns für den gottesdienstlichen Gebrauch mit dem Anfangsbuchstaben „F“ (TVWV 1:547 – 1:577). Sie ist in die Liste der Gottesdienstkantaten Telemanns eingebunden und sollte auch dort gelesen werden, um den Gesamtüberblick und die Funktion der Sortierbarkeit nach verschiedenen Kriterien über die Gesamtliste nutzen zu können.
| TVWV     | Titel                                               | Jahrgang                   | Textdichter                   | erste Aufführung | Sonntag/Festtag im Kirchenjahr/Anlass | Besetzung                                           | Anmerkung                                             | Noten                             | RISM |
| -------- | --------------------------------------------------- | -------------------------- | ----------------------------- | ---------------- | ------------------------------------- | --------------------------------------------------- | ----------------------------------------------------- | --------------------------------- | --- |
| 01:547   | Feiert, Kinder des Höchsten                         |                            |                               |                  | Pfingstsonntag                        | SATB, 2 Qfl, 2 Ob, 2 Tr, Ti, 2 Vl, Va, Vc, Bc       |                                                       |                                   | RISM ID: 452513304 RISM ID: 702001143 |
| 01:547a  | Feinde, berst vor Grimm und Rasen                   | Geistliche Arien           | Johann Friedrich Helbig       | 1727             | Sonntag nach Neujahr                  | Stimme solo, Vl, Va, Bc                             | vollständige Kantate siehe 1:343                      |                                   | |
| 01:548   | Findet nun im Grabe Ruh                             |                            |                               |                  | Sonstige Kantaten                     | SATB, 2 Vl, Va, Vc, Bc                              | TVWV: „nur im Neudruck der ‚Kantorei‘“                |                                   | |
| 01:549   | Fleuch der Lüste Zauberauen                         | Harmonischer Gottes-Dienst | unbekannt                     | 1725/26          | 1. Fastensonntag                      | Stimme solo, Vl, Bc                                 |                                                       | gs11-08-1-14m Becker III.2.179/29 | RISM ID: 225004617 RISM ID: 452516585 RISM ID: 240004932 RISM ID: 702000919                                                                             |
| 01:550   | Fleuch der Lüste deiner Jugend                      | Oratorischer Jahrgang      |                               | 1730/31          | Sonntag nach Neujahr                  | SSATBB, 2 Vl, Va, Bc                                |                                                       | IMSLP                             | RISM ID: 469064300 |
| 01:551   | Fleuch, fleuch der Lüste deiner Jugend              |                            |                               | 1728/29          | Sonntag nach Neujahr                  |                                                     | [verschollen]                                         |                                   | |
| 01:551a  | Flüchtige Schätze, zeitliches Leiden                | Geistliche Arien           | Johann Friedrich Helbig       | 1727             | 4. Adventssonntag                     | Stimme solo, Vl, Va, Bc                             | vollständige Kantate siehe 1:1267, siehe auch 1:1037b |                                   | |
| 01:552   | Flügel her, nur Flügel her                          | Horn-Jahrgang              |                               | 1739/40          | Mariä Reinigung                       | SATB, Qfl, Ob, Co, 2 Vl, Va, Vc, Bc                 |                                                       |                                   | RISM ID: 452513214 |
| 01:deest | Flügel her, nur Flügel her                          | Lied-Jahrgang              | Erdmann Neumeister            | 1743/44          | 25. Sonntag nach Trinitatis           |                                                     | [verschollen]                                         |                                   | |
| 01:553   | Fraget nicht, was mich betrübet                     | Französischer Jahrgang     | Erdmann Neumeister            | 1714/15          | 1. Sonntag nach Epiphanias            | SATB, Ob, 2 Vl, Va, Vc, Bc                          |                                                       | Ms. Ff. Mus. 1013                 | RISM ID: 450004297 RISM ID: 225004684 |
| 01:554   | Fragst du, Jesu, was ich liebe                      |                            |                               |                  | Choralkantate zur Kommunion           | Bass solo, 2 Vl, Vc, Bc                             |                                                       | Ms. Ff. Mus. 1014                 | RISM ID: 450004298 RISM ID: 220034299 |
| 01:554a  | Freud und Hoffnung sind verschwunden                | Geistliche Arien           | Johann Friedrich Helbig       | 1727             | Ostermontag                           | Stimme solo, Vl, Va, Bc                             | vollständige Kantate siehe 1:276                      |                                   | |
| 01:555   | Freu dich sehr, o meine Seele                       |                            |                               | 1720/21          | 16. Sonntag nach Trinitatis           | SATB, Qfl, 2 Ob, 2 Vl, Va, Vc, Bc                   |                                                       | Ms. Ff. Mus. 1015                 | RISM ID: 450004299 |
| 01:556   | Freuet euch des Herrn, ihr Gerechten                |                            |                               | 1725/26          | 8. Sonntag nach Trinitatis            |                                                     | [verschollen]                                         |                                   | |
| 01:557   | Freuet euch, die ihr mit Christo leidet             | Musicalisches Lob Gottes   | Erdmann Neumeister            | 1742/43          | 2. Weihnachtstag                      | SAB, 2 Vl, Va, Bc                                   |                                                       | IMSLP                             | RISM ID: 450110301 RISM ID: 452513323 RISM ID: 469066900 RISM ID: 302000283 RISM ID: 702001353 RISM ID: 452513322 RISM ID: 240004997 RISM ID: 240005016 |
| 01:558   | Freuet euch, ihr Himmel                             |                            |                               | 1757/58          | Michaelisfest                         | SSATB, Qfl, 2 Tr, Ti, 2 Vl, Va, Vc, Bc              |                                                       |                                   | RISM ID: 452513299 RISM ID: 454600528 |
| 01:559   | Freuet euch mit Jerusalem                           |                            |                               | 1761/62          | Ostersonntag                          | SATB, 2 Qfl, 2 Ob, 2 Tr, Ti, 2 Vl, Va, Vc, Bc       |                                                       |                                   | RISM ID: 452513211 |
| 01:560   | Freut euch ihr Christen alle                        |                            |                               | 1723/24          | Pfingstmontag                         |                                                     | [verschollen]                                         |                                   | |
| 01:561   | Friede, Friede! Jesus lebt                          | Brandenburg-Jahrgang       | Michael Christoph Brandenburg | 1723/24          | 1. Sonntag nach Ostern                | SATB, 2 Ob, 2 Vl, Va, Vc, Bc                        |                                                       | Ms. Ff. Mus. 1016                 | RISM ID: 450004300 |
| 01:deest | Friede sei mit dir                                  | Stolbergischer Jahrgang    | Gottfried Behrndt             | um 1735          | 3. Ostertag                           | Sopran, Bass, 2 Vl, Vla, 2 Fl, Ob, 2 Ob grande, Org |                                                       |                                   | RISM ID: 240000190 |
| 01:562   | Friede sei mit euch                                 |                            |                               | 1724/25          | 1. Sonntag nach Ostern                |                                                     | [verschollen]                                         |                                   | |
| 01:563   | Frohlocket, erleuchtete Knechte des                 |                            |                               | 1726/27          | 10. Sonntag nach Trinitatis           |                                                     | [verschollen]                                         |                                   | |
| 01:564   | Frohlocket, ihr Engel und jauchzet                  | Stolbergischer Jahrgang    | Gottfried Behrndt             | um 1735          | Christi Himmelfahrt                   | SATB, 2 Fl, 2 Ob, 2 Tr, Ti, 2 Vl, Va, Vc, Bc        |                                                       | Ms. Ff. Mus. 1017                 | RISM ID: 450004301 |
| 01:565   | Frohlocket, ihr Völker                              |                            |                               | 1759/60          | Christi Himmelfahrt                   | SATB, 2 Ob, 2 Co, 2 Tr, Ti, 2 Vl, Va, Vc, Bc        |                                                       |                                   | RISM ID: 452513305 |
| 01:566   | Frohlocket mit Herzen                               |                            | Matthäus Arnold Wilckens      | 1725/26          | Sonntag nach Weihnachten              |                                                     | [verschollen]                                         |                                   | |
| 01:567   | Frohlocket und jauchzet ihr Frommen                 |                            | Erdmann Neumeister            |                  | 1. Weihnachtstag                      | SATB, Cl, Ti, 2 Vl, Va, Vc, Bc                      | T.E.L.                                                |                                   | RISM ID: 230001497 RISM ID: 230001217 |
| 01:568   | Frohlocket vor Freuden                              | Brandenburg-Jahrgang       | Michael Christoph Brandenburg | 1723/24          | 3. Weihnachtstag                      | SATB, 2 Ob, 2 Cl, Ti, 2 Vl, Va, Vc, Bc              |                                                       | Ms. Ff. Mus. 1018                 | RISM ID: 450004302 |
| 01:569   | Fürchte dich nicht, du kleine Herde                 |                            |                               | 1755/56          | Sonntag nach Christi Himmelfahrt      |                                                     | [verschollen]                                         |                                   | |
| 01:570   | Fürchtet den Herrn, ihr seine Heiligen              | Sicilianischer Jahrgang    | Johann Friedrich Helbig       | 1719/20          | 15. Sonntag nach Trinitatis           | SATB, 2 Ob, 2 Vl, Va, Vc, Bc                        |                                                       | Ms. Ff. Mus. 1020                 | RISM ID: 450004304 RISM ID: 450004304 |
| 01:571   | Fürchtet den Herrn, ihr seine Heiligen              | 1. Lingenscher Jahrgang    | Hermann Ulrich von Lingen     | 1721/22          | 4. Fastensonntag                      | SATB, Fl, 2 Ob, 2 Vl, Va, Vc, Bc                    |                                                       | Ms. Ff. Mus. 1019                 | RISM ID: 450004303 RISM ID: 452513163 RISM ID: 1001006619 RISM ID: 1001006639                                                                           |
| 01:572   | Fürchtet euch nicht für denen die den Leib töten    | Jahrgang ohne Recitativ    | Johann Friedrich Helbig       | 1724/25          | Sonntag nach Christi Himmelfahrt      | SATB, 2 Ob, 2 Vl, Va, Vc, Bc                        |                                                       | Ms. Ff. Mus. 1021                 | RISM ID: 450004305 |
| 01:573   | Fürchtet Gott, ehret den König                      | 1. Lingenscher Jahrgang    | Hermann Ulrich von Lingen     | 1721/22          | 23. Sonntag nach Trinitatis           | SATB, 2 Ob, 2 Vl, Va, Vc, Bc                        |                                                       | Ms. Ff. Mus. 1022                 | RISM ID: 450004306 RISM ID: 1001007480 RISM ID: 1001007512                                                                                              |
| 01:574   | Für Schmeicheln, List und Heuchelei                 |                            |                               |                  | 8. Sonntag nach Trinitatis            | Bass solo, SATB, 2 Ob, 2 Vl, Va, Bc                 |                                                       |                                   | RISM ID: 702001144 |
| 01:575   | Fürwahr, er (der Herr Messias) trug unsre Krankheit | Sicilianischer Jahrgang    | Johann Friedrich Helbig       | 1719/20          | Palmsonntag                           | SATB, 2 Ob, 2 Vl, Va, Vc, Bc                        |                                                       | Ms. Ff. Mus. 1023                 | RISM ID: 450004307 |
| 01:576   | Fürwahr, er trug unsre Krankheit                    |                            |                               | 1723/24          | Sexagesimae                           | SATB, 2 Qfl, 2 Vl, Va, Vc, Bc                       |                                                       | Ms. Ff. Mus. 1024                 | RISM ID: 450004308 |
| 01:577   | Furcht und Zittern kommt mich an                    |                            | Georg Christian Lehms         |                  | Choralkantate zur Kommunion           | SATB, Qfl, Ob konzertant, 2 Ob, 2 Vl, Va, Vc, Bc    |                                                       | Ms. Ff. Mus. 1025                 | RISM ID: 450004309 |